# Яковенко Григорій Федорович
Якове́нко Григо́рій Фе́дорович (26 січня 1892 р. — 9 лютого 1923 р., Київ) — військовий діяч часів УНР, отаман, член Холодноярського повстанського комітету.

## Біографічні відомості

### Дитинство
Григорій Федорович Яковенко народився 26 січня 1892 року у с. Дайманівка Сріблянської волості Прилуцького повіту Полтавської губернії у козацькій родині. Був він п'ятою дитиною Федора Макаровича (1844 р. н.) і Ганни Трохимівни (1849 р. н.). Перед ним прийшли у світ брати і сестри — Марія (1880 р. н.), Петро (1884 р. н.), Євдокія (1886 р. н.) та Іван (1889 р. н.). На всіх було 13 десятин землі.
Григорій успішно завершив двокласну та чотирирічну Дайманівську земську школу. Був найкращим серед учнів. Учителі радили батьку, щоб віддав сина до гімназії, проте коштів на подальше навчання не було.
Під час служби в Парафтенковому маєтку Григорій взявся за самоосвіту. Коли працював конторником у Качанівському помісті (літній дачі цукрозаводчика Харитоненка), де була велика бібліотека, прочитав силу-силенну книг.

### Імперське військо
1914 року Григорія Яковенка призвали до війська. Спочатку служив солдатом у 35-му запасному піхотному батальйоні у Феодосії. Знайомий штабс-капітан Аянсберг порадив Грицьку поступати до військового училища, для чого звільнив свого протеже від стройових занять і наказав студенту Іванову готувати хлопця до іспитів.
Екзамени Яковенко склав успішно, відтак був зарахований до 2-ї Одеської школи прапорщиків. 1915 року, після її закінчення, його направили у розпорядження штабу Туркестанського військового округу, зачисливши до складу офіцерів 3-го Туркестанського стрілецького запасного батальйону. Потім перевели у 418-й Олександрівський полк, де він прослужив до червня 1917 року — спочатку півротним, потім командиром роти. Згодом очолив батальйон, з яким «був в усіх боях, які випали на його долю». За бойові заслуги Григорій Яковенко отримав відзнаки (ордени Анни 3-го і 4-го ступеня та Станіслава 3-го ступеня) і підвищення до чину підпоручника, потім поручника, а тоді і штабс-капітана.
Влітку 1917 року до нелегальної організації полку український осередок під назвою «Холодний Яр», метою якого було «поширення серед солдат Українознавства», вступив і штабс-капітан Григорій Яковенко. Проте, гурток було виявлено. За наказом командира 15-ї дивізії полковника Мєжковського всіх її членів заарештували. Виступ генерала Лавра Корнілова своїм провалом врятував підпільників: Яковенка та інших членів організації звільнили з-під варти.
Оскільки в 418-му полку, де служив Яковенко, солдати переважно були українцями, то організація «Холодний Яр» запропонувала замість виконкому обрати полкову раду. Так і зробили. Її очолив штабс-капітан Яковенко. У серпні 1917 року як голова полкової ради Григорій поїхав на Перший з'їзд українських військових Південно-Західного фронту. Тут його обрали ще й членом Ради Південно-Західного фронту. У Бердичеві Яковенко вступив до партії соціалістів-революціонерів. Незабаром його обрали членом президії Фронтової ради, поклавши на нього обов'язки скарбника.

### Військо УНР
Яковенко з урядовими інституціями повернувся до Житомира, де військовий міністр Олександр Жуковський призначив його особливим уповноваженим із демобілізації 7-го району, до якого входило шість повітів Київської губернії.
У зв'язку з цим призначенням у другій половині лютого 1918 року Яковенко прибув до Черкас і розпочав роботу. До гетьманського перевороту Яковенко поставився негативно, хотів піти на знак протесту у відставку, та все ж обов'язки продовжував виконувати. Під час антиросійського повстання на Звенигородщині і Таращанщині влітку 1918 року він передав Миколі Шинкарю двадцять два вагони зі зброєю та набоями, які стояли на станції Шпола.
Коли повстання було придушене, гетьманська адміністрація почала слідство. Побоюючись арешту, Яковенко втік до рідного села.
Коли у листопаді 1918 року Директорія проголосила повстання проти гетьмана Скоропадського, Яковенко з'явився на мобілізаційний пункт у Прилуках, та в цей день місто зайняв збільшовичений загін Ковтуна. Тож Григорій подався до Києва. Тут отримав призначення в Таврійську губернію уповноваженим із демобілізації. У Катеринославі, до якого добрався з перешкодами від червоних і махновців, дав телеграму уряду, що виконувати обов'язки в Таврійській губернії неможливо, оскільки там немає влади Директорії. Отримав відповідь — теж телеграмою: обійняти посаду уповноваженого в Єлисаветграді. В це місто Яковенко і прибув 2 лютого 1919 року. Але Яковенку довелося тікати з міста, оскільки влада Директорії впала і тут.

### Повстанець і нелегал
Намагаючить пробратися о військ УНР, Яковенко опинився в Умані, яка була зайнята червоними. За підозрою «у Петлюрівщині» на три дні був затриманий місцевим ЧК. Щоб добути засоби для існування, влаштувався в кооператив воїнів-інвалідів.
Почувши про діяльність в регіоні повстанців отамана Клименка, Яковенко зголосився до них. Працював при штабі. Невдовзі отаман призначив його командиром Христинівської групи повстанців, з якою взяв участь в Уманському повстанні. Проте, після втрати повстанського бронепотяга разом з отаманом, повстанці деморалізувалися і почали розходитися по домівках.
Залишившись без товаришів, Яковенко вертається до Єлисаветграда, де вже панували денікінці. Відмовився співпрацювати з більшовицьким антиденікінським підпіллям. Влаштувався на заводі у Шполі. Щоб не потрапити під арешт, став як офіцер на облік. Та зі Шполи скоро довелося тікати. Змінивши документи на ім'я Павла Федоровича Грицюка, Григорій повернувся до Єлисаветграда.

### Підпільник і повстанець
На початку 1921 року, за спеціальним дорученням, організовує Єлизаветградський повстанський комітет, що тісно співпрацює з Катеринославським повстанським комітетом та Холодним Яром.
Підтримував зв'язки з Урядом УНР та керівником Південной групи — генералом Андрієм Гулий-Гуленком
Після спецоперації ЧК по розгрому Катеринославського Повстанкому і загибелі Костя Блакитного, у місті з'явився колишній повстанець Степової дивізії, а тепер зрадник Кравченко, котрий до цього діяв в Катеринославі.
Досить швидко Чекісти знищили й Єлизаветградський повстанком.
Григорій Яковенко рятується від арешту та пробирається до Холодного Яру. Зв'язується з членами Холодноярського повстанкома Дегтярем, Атаманенко, Наливайко и Тараном.
Деякий час співпрацює з Головний отаманом Холодного Яру Герасимом Нестеренко.
На з'їзді усіх повстанських організацій Холодного Яру обирається членом Холодноярського повстанкому. Брав активну участь в організації боротьби з більшовицькими окупантами.
29 вересня 1922 року — внаслідок спецоперації ЧК, арештований разом з багатьма іншими отаманами Холодного Яру та Чорного Лісу у Звенигородці на інспірованому чекістами «з'їзді отаманів».

### Арештант
Під арештом перебував у Лук'янівській в'язниці м. Києва.
2 лютого 1923 року — Надзвичайна сесія Київського губернського трибуналу винесла Григорію Яковенку смертний вирок:
|  | Будучи убежденным петлюровцем… (Яковенко) начинает вести партизанско-повстанческую работу. Вступает в петлюровскую армию и принимает активное участие во всех боях против советских войск… Свою работу Яковенко проводит то в Киевской губернии, то в Николаевской, то в других губерниях Украины. К началу 1921 г., в самый разгар петлюровщины, когда вся Украина была покрыта густой сетью подпольных петлюровских повстанческих комитетов, организаций, располагавших значительными повстанческо-бандитскими отрядами, Яковенко конспиративно пробирается в Елисаветградский район и совместно с рядом других видных петлюровских работников — Левченко, Яршенковским и др. организовывает в Елисаветграде подпольную повстанческую группу, которая была тесно связана с Екатеринославским повстанческим комитетом и через последний — с самым крупным бандитско-петлюровским гнездом — знаменитым Холодным Яром. Помимо этого, их организация была связана непосредственно с закордоном, начальником Пивденной группы — ген. Гуляй-Гуленко… После разгрома Екатеринославского Губповстанкома и — как следствием отсюда — Елисаветградской организации Яковенко, спасшись от ареста, пробирается в Холодноярский район Кременчугской губернии, связывается с членами Холодноярского повстанкома Дегтярем, Атаманенко, Наливайко и Тараном, некоторое время работает в бандитском отряде Нестеренко, прибывшего от петлюровского закордонного центра, впоследствии на съезде всех повстанческих организаций Холодного Яра и перевыборах Повстанкома Яковенко выбирается в члены Холодноярского повстанкома, в котором принимает деятельное участие до момента разгрома последнего… Для того, чтобы охарактеризовать деятельность Яковенко, необходимо несколько остановиться и охарактеризовать состояние Холодноярского района к тому моменту. В силу своих природных условий Холодноярский район с прилегающими к нему лесами представлял из себя кипящий котел петлюровского бандитизма. Вокруг Холодноярского повстанкома группировалось громадное количество повстанческо-бандитских отрядов, которые по директивам закордонного петлюровского штаба производили разрушительную варварскую работу, совершая налеты, грабежи, разрушение железнодорожных путей, остановку поездов и масовые убийства. Работа их в общем и целом была направлена к подтачиванию устоев Советской власти и попыток свержения ее, путем неоднократно поднимавшихся в этом районе вооруженных восстаний. После широкого разгрома целого ряда петлюровских повстанческих комитетов и организаций, произведенного органами ГПУ, знаменитый Холодный Яр (в силу тех же условий, указанных выше), Холодноярский повстанком с его бандитскими отрядами продолжал свое существование. Одно время Холодноярский Повстанком принял на себя общее руководство повстанческими организациями всей Украины, проводившими на территории последней аналогичную, не менее варварскую работу. Во всей этой «прелестной» работе, стоившей масы крови рабочим и крестьянам Советской России, самое активнейшее участие принимал Яковенко, руководя и вдохновляя эту работу… После разгрома Холодноярского повстанкома и частичной ликвидации бандитизма в этом районе часть петлюровских «рыцарей» попадает к нам в руки, часть сдается на милость советской власти, но Яковенко, как непримиримый враг последней… чувствуя за собой целый ряд тягчайших преступлений, решает в руки советской власти не сдаваться и, спасшись от ареста, вновь перебирается в Елисаветградский район, уходит в глубокое подполье, прекрасно законспировывается и начинает ждать нового удобного момента с целью, быть может, с еще большей энергией, начать новую борьбу с Сов. властью… Лишь при окончательной ликвидации бандитизма в Елисаветграде и Холодноярском районе, произведенной Полномочным Представительством ГПУ в августе месяце 1922 г., в числе других видных петлюровских атаманов и деятелей удалось арестовать и Яковенко. Таким образом, из всего вышеизложенного видно, что Яковенко в течение всего периода существования Сов. власти на Украине являлся ярым ее противником, все время вел с Сов. властью непрерывную борьбу… Все изложенные выше преступления предусмотрены ст. ст. 58, 63 и ч. 1 76-й УК УССР…» |

Загинув 9 лютого 1923 року під час повстання в Лук'янівській в'язниці.
Реабілітований 18 жовтня 2016 року.